# Colectivo Libro de Salud de las Mujeres de Boston
El Colectivo Libro de Salud de las Mujeres de Boston es un colectivo feminista que creó el libro Nuestros cuerpos, nuestras vidas, de información sobre las mujeres en relación con sus cuerpos de modo que puedan estar informadas y capacitadas por el conocimiento que reciben sobre sus cuerpos. El colectivo se creó en mayo de 1969, abordando primero cursos sobre los cuerpos de las mujeres. El colectivo se formó en el seno del movimiento de las mujeres en Boston. 
Todas las mujeres soñamos con controlar nuestra vida pero por causas personales, sociales, políticas y demás no lo conseguimos. He aquí una reflexión: Teniendo el control de nuestros cuerpos tendremos el control de nuestra vida señala el inicio del libro.
Doce mujeres de edades comprendidas entre los 23 y 39 años, asistieron por primera vez a un taller sobre "Las mujeres y sus cuerpos", que permitió a las mujeres discutir conjuntamente cuestiones en torno a su salud. La discusión creó un ambiente de aumento de consciencia, proporcionando a cada mujer la información con la que tratan cuando manejan asuntos sobre sus cuerpos. La fuerte discusión proporcionó a las mujeres las herramientas e ideas necesarias que llevaron a la creación de su libro que abordó temas relacionados con la sexualidad y el aborto. Pusieron sus conocimientos en un formato accesible que sirvió de modelo para las mujeres que querían aprender sobre sí mismas, comunicarse con los médicos y desafiar al establecimiento médico a cambiar y mejorar la salud de las mujeres en todas partes. Las discusiones planteadas por las 12 miembros: Ruth Davidson, Bell Alexander, Pamela Berger, Vilanya Diskin, Joan Ditzion, Paula Doress-Worters, Nancy Miriam Hawley, Elizabeth MacMahon-Herrera, Pamela Morgan, Judy Norsigian, Jane Kates Pincus, Esther Roma, Wendy Sanford, Norma Swenson, Sally Whelan proporcionaron los conocimientos necesarios sobre las habilidades para abordar la libertad reproductiva. Juntas, las 12 mujeres, abordaron temas de justicia reproductiva.
La justicia reproductiva se situó en la vanguardia de la liberación de la mujer, provocando un importante debate sobre los derechos biológicos de las mujeres. La Enmienda de Igualdad de Derechos tenía una sección específicamente dirigida a las cuestiones importantes sobre Justicia Reproductiva que combina múltiples derechos reproductivos y asuntos que rodean a la familia. La estrategia del plan de justicia reproductiva era establecer los derechos y el acceso necesarios para que las mujeres ganaran control sobre sus cuerpos. A través de la aprobación de esta legislación, a la mujer se le concedería la posibilidad de tener abortos, obtener acceso al control de la natalidad y obtener el pleno control sobre sus cuerpos.
El Colectivo de Boston se centró en estas ideas para permitir a las mujeres la capacidad de entender sus propios cuerpos y a ellas mismas como mujeres. Durante la Conferencia Nacional de Mujeres, las mujeres de todo el país deliberaron para determinar las leyes exactas que deberían ser implementadas para la justicia reproductiva de las mujeres. El Colectivo de Boston trabajó para organizar cursos y crear libros que proporcionaran conocimientos a las mujeres no sólo en Boston, sino también en todo el país. Estas mujeres usaron sus habilidades y conocimientos para proporcionar a muchas otras mujeres el conocimiento sobre sus vidas a través de la retórica que evitaba describir el sistema reproductivo femenino como pasivo, improductivo, indefenso o impotente.

## Documental
El colectivo de mujeres que inició Nuestros Cuerpos, nuestras vidas, formó parte del documental She's Beautiful When She's Angry, sobre las fundadoras del movimiento de las mujeres modernas (de 1966 a 1971).